# 芹澤優
芹澤優（日语：／ Serizawa Yū，1994年12月3日—），日本女性聲優、歌手。出身於東京都，81 Produce所屬。娛樂媒體總合學院配音演員學科畢業，身高163cm，血型B型。家中排行第四，有兩個哥哥一個姐姐和一個妹妹。

## 人物
在avex與聲優事務所81 Produce共同舉辦的「動畫歌曲主唱試鏡」中合格，並和其他五名成員組成團體「i☆Ris」。
成為聲優的契機是小時候觀看的動畫《尋找滿月》，以及初中時觀看的DVD《涼宮春日的激奏》。
興趣是料理，特技是繞口令。
在2016年的第10回聲優獎中以i☆Ris一員的身分獲得歌唱賞。
2017年11月26日首次來台，受到EF 永恆信念邀約，在「台北市青少年發展處 臺北演藝廳」中舉辦。
2019年，獲得第13回聲優獎的助演女優賞。

## 參與作品
※粗體字為主要角色

### 電視動畫
2013年
- 狗與剪刀必有用（秋月真岸）
- 星光少女 Rainbow Live（福原杏）
- 結界女王 震顫（女學生A）
- 蟲奉行（一乃谷天間）
- 大尾小岡（ベビープースケ、兔子2、子プレイリードック）

2014年
- GO!GO!575（小野小梅）
- Pripara（南美莉）
- 寄生獸 生命的準則（真樹子、主婦）
- 日常生活中的異能戰鬥（奈津愛希）
- 最強銀河 究極ZERO Battle Spirits（ファーリー）

2015年
- 卡片鬥爭!! 先導者G（少年1、觀眾C）
- 其實我是（白神葉子）
- 麵包超人（水仙、貓美、蝸牛小孩A）
- 流浪神差 ARAGOTO（文巴）
- 偵探小隊KZ事件簿（武田菜穗）
- 我被抓到貴族女校當「庶民樣本」（天空橋愛佳）

2016年
- 雙星之陰陽師（音海繭良）
- LoveLive! Sunshine!!（睦）

2017年
- 秋葉原之旅 -THE ANIMATION-（汐田伊緒）
- 偶像事變（清水由奈）
- 龍的牙醫
- 偶像時間星光樂園（南美莉、丘佩）
- 狂賭之淵（夢見弖優芽美）
- 迪亞地平線（被）（蕾提）
- LoveLive! Sunshine!! 第2期（睦、保母）
- 調教咖啡廳（女高中生）

2018年
- 三次元女友 REAL GIRL（五十嵐色葉）
- 魔法少女網站（穴澤虹海）
- LOST SONG（摩妮卡·路克斯）
- 星光頻道（赤城安娜）
- 中間管理錄利根川（聲〈003〉）
- 異世界魔王與召喚少女的奴隸魔術（雪拉·L·古林伍德）
- 叛逆性百萬亞瑟王（碧姬）

2019年
- 笨拙之極的上野（上野）
- 三次元女友 REAL GIRL 第二季（五十嵐色葉）
- 狂賭之淵××（夢見弖優芽美）

2020年
- SHOW BY ROCK!! 活力棉花糖!!（李音）
- 成群結伴！西頓學園（苺苺）
- 少女前線 -狂亂篇-（FMG-9）
- 歌舞伎町夏洛克（海江田奈緒）
- 黑色五葉草（羅洛佩迪卡）
- 社長，戰鬥的時間到了！（接待員）
- 總之就是很可愛（有栖川要）

2021年
- SHOW BY ROCK!! STARS!!（李音）
- 燒窯的話也要馬克杯（久久梨三華）
- 異世界魔王與召喚少女的奴隸魔術Ω（雪拉·L·古林伍德）
- 女武神的餐桌II（莉莉婭·阿琳）
- 燒窯的話也要馬克杯 二番窯（久久梨三華）
- 因為不是真正的夥伴而被逐出勇者隊伍，流落到邊境展開慢活人生（坦塔）
- BUILD DIVIDE -#000000-（琪卡／藏部菊花）
- 180秒能讓你的耳朵感到幸福嗎？（ナナコ）

2022年
- 超異域公主連結 Re:Dive Season 2（綾音）
- 與變成了異世界美少女的大叔一起冒險（姆利亞）
- BUILD DIVIDE -#FFFFFF-（藏部菊花）
- 作為女主角！～被討厭的女主角與秘密的工作～（ゆめる）
- SHINE POST（黑金蓮）
- ORIENT 東方少年（小南）
- 4個人各自有著自己的秘密（翼〈姊姊〉）

2023年
- 阿魯斯的巨獸（米婭、載犬者、載虎者、載鳥者、載物者族）
- 萬事屋齋藤先生轉生異世界（ライチ）
- 總之就是很可愛 第2期（有栖川要）
- 魔法少女毀滅者（殺手）
- 小鳥之翼（阿伊莎·康巴塔）
- 我內心的糟糕念頭（金生谷倫）
- 屍體如山的死亡遊戲（四乃山華月）
- 帶著智慧型手機闖蕩異世界。2（希爾德嘉·米納斯·瑞斯特亞）
- 出租女友（第3期）（八重森美仁）
- 妙廟美少女（蒼葉月夜）
- 轉生成自動販賣機的我今天也在迷宮徘徊（佩魯）
- 我的推是壞人大小姐。（零·緹拉〈大橋零〉）
- MF GHOST 燃油車鬥魂（北原望）

2024年
- 我內心的糟糕念頭 第2期（金生谷倫）
- 因為不是真正的夥伴而被逐出勇者隊伍，流落到邊境展開慢活人生2nd（坦塔）
- 女神咖啡廳 第2期（瓦倫提娜·吾妻）
- 哎咕島消失的舔甜歌姬（黃金獵犬）
- 亦葉亦花（櫛田雅）
- 我的妻子不具感情（超級米娜）
- MF GHOST 燃油車鬥魂 第2期（北原望）
- 最狂輔助職業【話術士】世界最強戰團聽我號令（亞兒瑪·尤迪卡雷）
- 嘆氣的亡靈想隱退（庫琉絲·亞爾根）

2025年
- 黑岩目高不把我的可愛放在眼裡（川井萌奈）
- 雖然是公會的櫃檯小姐，但因為不想加班所以打算獨自討伐迷宮頭目（萊菈）
- 不幸職業【鑑定士】其實是最強的（畢娜）
- 魔法製造者～異世界魔法的製作方法～（拉菲娜）
- 前橋魔女（膳榮子）
- 忍者與殺手的兩人生活（井堤瑪琳）
- WITCH WATCH 魔女守護者（清宮涼華）
- 出租女友（第4期）（八重森美仁）
- 轉生成自動販賣機的我今天也在迷宮徘徊 2nd season（佩魯）
- NYAIGHT OF THE LIVING CAT 活屍貓之夜（堤）
- 小手指同學，請別亂摸（北原青葉）

2026年
- 青梅竹馬的戀愛喜劇無法成立（火威灯）

### 劇場動畫
2014年
- 劇場版 星光少女 全星選拔 星光☆十強（福原杏）

2015年
- 劇場版星光樂園 大集合！星光☆之旅（南美莉、福原杏）
- 跳出星光樂園 大家的目標！偶像☆大賽（南美莉）

2016年
- 星光樂園 大家的憧憬♪ 去吧☆星光巴黎（南美莉）

2017年
- 劇場版星光樂園 一起閃耀吧！閃亮亮☆星光LIVE！（南美莉）

2018年
- 劇場版 星光樂園&星夢頻道～閃耀紀念LIVE～（南美莉）

2024年
- 昏行者（サキ[44]）
- i☆Ris the Movie -Full Energy!!-（芹澤優[45]）

2025年
- 偶像學園×星光樂園 THE MOVIE -相遇的奇蹟！-（南美莉[46]）

### OVA
- 蟲奉行（2014年，一乃谷天間）※第15巻DVD付き限定版
- 偷×看（2014年，綿貫ミレイ）※第4巻DVD付贈限定版
- 總之就是很可愛 ～SNS～（2021年，有栖川要）

### 網路動畫
- 總之就是很可愛 ～制服～（2022年，有栖川要）
- 總之就是很可愛 女子高中篇（2023年，有栖川要[47]）
- 奇奇暑假日記（2024年，アイナ[48]）
- Fate/Grand Order 搞不懂的藤丸立香 第2期（2024年，曲亭马琴）

### 遊戲
2013年
- 蟲奉行（一乃谷天間）
- メタルマックス4 月光のディーヴァ（セイラ）

2014年
- レイちゃん、大気圏に突入する!（DXR-0 レイちゃん）
- 俺タワー -Over Legend Endless Tower-（ペンチ、グルーガン、フロアジャッキ、ロードカッター）
- 82H Blossom（武田夏實）
- トイ･ウォーズ（アテナ VoiceSpecial）

2015年
- 小林可爱到爆！！（德川梓）
- ルミナスアーク インフィニティ（アクア）
- 奇蹟女孩歌舞祭典（小野小梅）
- 公主連結（ぷうすけ、ぷうまま、北条綾音）

2016年
- 女友伴身邊（♪）（高良美空）
- 女友伴身邊（高良美空）
- 偶像死亡遊戲TV（天王寺彩夏）
- 愛麗絲指令（久我瀨奈由）
- 合奏女孩（八雲千鶴）
- カードファイト!! ヴァンガードG ストライド トゥ ビクトリー!!（佐倉ユイ）
- Xuccess Heaven（SG-1000）
- 巴哈姆特之怒（ミツェル）
- 鎖鏈戰記V〜絆之新大陸〜（“はじまりの祈念碑”SG-1000）
- 偶像事變（清水由奈）

2018年
- 超異域公主連結 Re:Dive（綾音）

2019年
- 星鳴迴響（沖菜命）
- 崩壞3rd（莉莉婭·阿琳）

2020年
- 方根膠捲（曲 愛音）
- 星空列車與白的旅行（風又音理）

2021年
- 精神病大王花（萌子）
- 碧藍航線（筑摩）

2022年
- 緋染天空 Heaven Burns Red（朝倉可憐）

2023年
- 宿命迴響（波麗露）
- 明日方舟（杏仁）
- 蕾斯萊莉婭娜的鍊金工房 ～忘卻的鍊金術與極夜的解放者～（「烏鴉」／約翰娜）

2024年
- 出租女友 ～水平線與泳裝女友～（八重森美仁）

### 有聲漫畫
- PPPPPP（2021年，古須亞子）

### 廣播
- i☆Ris 芹澤優のせりざわーるど with you（2013年7月2日－）
- A&G ARTIST ZONE i☆Ris的2h（2013年－2014年、超!A&G+）

### 電視
- アニソン・ハンター（BS富士，2014年10月8日－2015年9月19日）和淺沼晉太郎、坂本英三共同主持

### 廣告宣傳
- 週刊少年Sunday宣傳大使

## 音樂

### 單曲
| 張  | 發售日期       | 標題                       | 商品編碼     | 商品編碼     | 商品編碼                                | 最高排名 |
| 張  | 發售日期       | 標題                       | CD+Blu-ray   | CD+DVD       | CD                                      | 最高排名 |
| --- | -------------- | -------------------------- | ------------ | ------------ | --------------------------------------- | -------- |
| 1st | 2018年7月25日  | 最悪な日でもあなたが好き。 | EYCA-11968/B | 不適用       | EYCA-11969                              | 17位     |
| 2nd | 2019年11月27日 | デビきゅー                 | 不適用       | EYCA-12752/B | EYCA-12754 EYCA-12753（初回生産限定盤） | 20位     |

### 迷你專輯
| 張  | 發售日期       | 標題               | 商品編碼     | 商品編碼   | 最高排名 |
| 張  | 發售日期       | 標題               | CD+Blu-ray   | CD         | 最高排名 |
| --- | -------------- | ------------------ | ------------ | ---------- | -------- |
| 1st | 2017年4月26日  | YOU＆YOU           | EYCA-11343/B | EYCA-11344 | 46位     |
| 2nd | 2017年11月29日 | only you? only me! | EYCA-11760/B | EYCA-11761 | 37位     |

### 角色歌
| 發售日   | 商品名稱           | 演唱名義                                         | 歌曲                              | 備註                                |
| 2013年   | 2013年             | 2013年                                           | 2013年                            | 2013年                              |
| -------- | ------------------ | ------------------------------------------------ | --------------------------------- | ----------------------------------- |
| 6月26日  | 星光少女 彩虹舞台  | 福原杏（芹澤優）                                 | 「Sweet time Cooking magic 〜〜」 | 電視動畫《星光少女 彩虹舞台》插入曲 |
| 7月17日  |                    | [ 成員 1 ]                                       | 「」                              | 電視動畫《狗與剪刀必有用》片頭曲    |
| 7月17日  | 秋月真岸（芹澤優） | 「」                                             | 電視動畫《狗與剪刀必有用》片尾曲  |                                     |
| 9月11日  | 秋月真岸（芹澤優） | 狗與剪刀必有用 角色迷你專輯「Shining!!」秋月真岸 | 「」 「」 「」 「outshine」 「」  | 電視動畫《狗與剪刀必有用》相關歌曲  |
| 12月18日 | 星光少女 彩虹舞台  | HAPPY RAIN♪                                      | 「I Wannabee myself!! 〜〜」      | 電視動畫《星光少女 彩虹舞台》片尾曲 |
| 12月18日 | 星光少女 彩虹舞台  | HAPPY RAIN♪                                      | 「」                              | 電視動畫《星光少女 彩虹舞台》插入曲 |

## 音樂合作
| 樂曲                       | 音樂合作一覽                                     | 時期   |
| -------------------------- | ------------------------------------------------ | ------ |
| 最悪な日でもあなたが好き。 | 電視動畫《異世界魔王與召喚少女的奴隸魔術》片尾曲 | 2018年 |
| デビきゅー                 | 電視動畫《入間同學入魔了！》片尾曲               | 2019年 |

### 團體成員
1. ↑  夏野霧姬（井上麻里奈）、春海圓香（阿澄佳奈）、柊鈴菜（伊藤靜）、大澤映見（加隈亞衣）、秋月真岸（芹澤優）
2. ↑  彩瀨鳴（加藤英美里）、涼野糸（小松未可子）、福原杏（芹澤優）

## 外部連結
- 官方網站 （页面存档备份，存于）（日語）
- 事務所官方簡歷 （页面存档备份，存于）（日語）
- 芹澤優的X（前Twitter）（日語）
- 芹澤優的Instagram帳戶（日語）